# Alžběta Plívová
Alžběta Plívová (* 1984 Jablonec nad Nisou) je česká novinářka, manažerka a tisková mluvčí.

## Život
Vystudovala bohemistiku na Filozofické fakultě Univerzity Karlovy, později studovala literaturu na prestižní University College v Londýně. Při studiích se zaměřila na obraz ženy v české avantgardě (diplomová práce Gender v surrealismu : Surrealistická období v tvorbě Jindřicha Štyrského a Vítězslava Nezvala).
Po krátké praxi v médiích (MF DNES) se začala zaměřovat na práci v public relations. Řídila volební kampaň TOP 09 v severních Čechách.
V listopadu 2010 se stala tiskovou mluvčí TOP 09. Členkou TOP 09 ale sama nebyla.. Její sestra Viktorie Plívová zde rovněž vykonávala funkci tiskové mluvčí.
V roce 2013 vyhrála konkurs na mluvčí České televize, kterého se zúčastnilo 105 uchazečů. Ve funkci tak 15. července 2013 nahradila Michaelu Fričovou. Při nástupu do funkce krátce čelila i námitkám kvůli své minulosti spojené s politickou stranou, ale Česká televize odmítla, že ji měla kvůli tomu z výběru vyřadit, jako neférovou diskriminaci. Od roku 2017 působila v České televizi v pozici vedoucí Komunikace a vnějších vztahů a vedle oblasti korporátní a produktové komunikace se tak věnovala také charitativním aktivitám, mediálním partnerstvím a vzdělávání. Během prvních týdnů distanční výuky, v březnu 2020, spustila v České televizi výukový portál ČT edu a získala za něj řadu ocenění, například cenu Technologické agentury ČR a Zlín Film Festivalu za zmírnění dopadů koronavirové krize na oblast vzdělávání, ale i hlavní cenu, zlatého lemura, v rámci udílení cen českého PR, Lemur.
V květnu 2015 se po několikaleté známosti provdala za zpěváka Dana Bártu. Je také autorkou několika textů jeho písní.
Na konci září 2023 odešla z České televize, a to v souvislosti s koncem působení generálního ředitele Petra Dvořáka a nástupem nového generálního ředitele Jana Součka.